# Mwai Kibaki

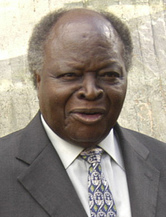
Mwai Kibaki im November 2006

Mwai Emilio Stanley Kibaki (* 15. November 1931; † 21. April 2022 in Nairobi) war ein kenianischer Politiker und vom 30. Dezember 2002 bis zum 9. April 2013 der dritte Staatspräsident seines Heimatlandes. 2013 folgte ihm Uhuru Kenyatta in diesem Amt.

## Jugend und Studium
Kibaki entstammte der Ethnie der Kikuyu und wurde im Dorf Gatuyaini, Bezirk Othaya, im Distrikt von Nyeri am Fuß des Mount Kenya geboren. Seinen Taufnamen Emilio Stanley erhielt er von italienischen Missionaren, die ihn römisch-katholisch tauften. Kibaki, der seine Taufnamen später kaum mehr benutzte, war praktizierender Katholik.
Kibaki war der jüngste Sohn der Bauernfamilie von Kibaki Githinji und seiner Ehefrau Teresia Wanjiku. Er besuchte zwei Jahre die achtjährige Grundschule in Gatuyaini, wechselte für drei Jahre an die Karima Mission School, um dann an der Mathari Boarding Primary School 1946 seine Grundschulausbildung abzuschließen. Von 1947 bis 1950 besuchte er die Mang’u High School, die er als Klassenbester mit der höchstmöglichen Punktzahl abschloss.
Er studierte daraufhin – wie ein großer Teil der ostafrikanischen Elite – an der Makerere-Universität in Kampala, Britisch-Ostafrika (heute Uganda), Volkswirtschaft, Geschichte und Politik. Während der Studienzeit engagierte er sich als Vorsitzender der Kenya Students’ Association. 1955 schloss er als Jahrgangsbester ab, was ihm ein britisches Stipendium an der angesehenen London School of Economics and Political Science einbrachte. Hier erwarb er einen Bachelor (B.Sc.) in Staatsfinanzen.

## Privatleben
Nach Afrika zurückgekehrt arbeitete Kibaki als Dozent in Makerere, ging aber kurz darauf in die Politik. Bis zu deren Tod 2016 war er mit Lucy Kibaki verheiratet, mit der er vier Kinder hatte, Tochter Judy Wanjiku und die Söhne Jimmy Kibaki, David Kagai und Tony Githinji. Kibaki hatte eine weitere Beziehung und eine gemeinsame Tochter mit Mary Wambui. Mary Wambui lebt in Nyeri und ist in der NARC aktiv. Kibaki gehörte zu den Großgrundbesitzern Kenias. Er hatte Ende der 60er zunächst die Gingalily-Farm bei Nakuru gekauft, dann die Bahati-Farm und die Ruare-Ranch sowie Farmen in Igwamiti (Laikipia District) und in Rumuruti, nördlich von Naivasha.
Für Verstörung bei Aidsinitiativen sorgte Kibakis Ehefrau 2006, als sie vom Gebrauch von Kondomen bei Jugendlichen abriet. Im Land sind etwa 7 % der Bevölkerung mit der Immunschwächekrankheit infiziert.
Kibaki starb am 21. April 2022 im Alter von 90 Jahren.

## Politik

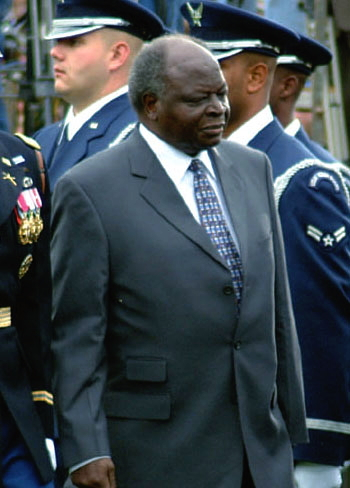
Mwai Kibaki während eines Staatsbesuches in den USA (Oktober 2003)

Seit den 1960er Jahren war Kibaki in der Einheitspartei Kenias, der Kenya African National Union (KANU). Seit der Unabhängigkeit des Landes, also seit 1963, war er Mitglied des Parlaments und hielt seitdem seinen Wahlkreis Makadara (früher Donholm, dann Bahati). Bis zum Tod des Präsidenten Jomo Kenyatta 1978 war er in dessen Kabinett Finanzminister, anschließend unter Daniel arap Moi bis 1988 Vizepräsident.

### KANU
Nachdem Kibaki seine Dozententätigkeit in Makerere aufgegeben hatte, wurde er Generalsekretär der Einheitspartei Kenya African National Union (KANU). Zur Wahl von 1963 war er an der Ausarbeitung der neuen Verfassung beteiligt. Mit seiner Wahl ins Parlament von 1963 begann seine beispiellose politische Karriere. 1974 klassifizierte ihn das Time Magazine als eine der 100 potentiellen zukünftigen Führungspersönlichkeiten der Welt.
Unter Jomo Kenyatta:
- 1963: (Assistent) Finanzminister; Vorsitzender der Wirtschaftsplanungskommission
- 1966: Wirtschafts- und Industrie-Minister
- 1969: Finanzminister

Unter Daniel arap Moi:
- 1978: Vizepräsident und Finanzminister
- 1982: Vizepräsident und Innenminister
- 1988: Gesundheitsminister (Degradierung nach Differenzen mit Präsident Moi)

### DP
Sofort nach der Wiedereinführung des Mehrparteiensystems verließ Kibaki die KANU und gründete im Dezember 1991 die Democratic Party (DP), die kurzfristig die stärkste oppositionelle Kraft wurde. Er kandidierte 1992 und 1997 zweimal erfolglos gegen Moi um die Präsidentschaft. 1992 wurde er Dritter hinter Kenneth Matiba und 1997 Zweiter. Hier zeigte sich, dass eine zersplitterte Opposition gegen Moi oder einen Kandidaten der KANU keine Chance hatte.

### NARC
In der Vorbereitung der Wahlen im Jahr 2002 suchte Kibaki aus den Erfahrungen der letzten Wahlen die Opposition zu einen und nur mit einem Kandidaten anzutreten. Kibaki und seine DP, weitere Parteien sowie die größte Partei, die Liberal Democratic Party (LDP) des Luo Raila Odinga, gingen eine fragile Koalition ein, die National Rainbow Coalition (NARC). Der Preis dafür, dass Odinga Kibaki die Präsidentschaft überließ, war das wenig konkrete Versprechen Kibakis, Odinga als starken Ministerpräsidenten zu benennen. Dieses Versprechen wurde nicht eingelöst und stellt einen der Gründe dar, warum es zum Streit um die neue Verfassung kam (die ja keinen Ministerpräsidenten vorsah) und diese abgelehnt wurde.
Im Wahlkampf hatte Kibaki einen schweren Autounfall, von vielen als geheime Attacke des politischen Gegners gedeutet. Kibaki ließ sich in einem Londoner Krankenhaus behandeln. Seine Gesundheit war für eine lange Zeit angeschlagen.
Aus den demokratisch und ohne Gewalt ablaufenden Wahlen vom 27. Dezember 2002, bei denen Moi aus verfassungsrechtlichen Gründen nicht mehr antrat, ging Kibaki als Kandidat des oppositionellen Wahlbündnisses National Rainbow Coalition (NARC) gegen Uhuru Kenyatta (KANU) mit 62 zu 31 Prozent als überragender Sieger hervor. Das waren 122 der 210 Sitze für die NARC. Der unterlegene Kenyatta erkannte die Niederlage sofort und fair an.

### Kenias dritter Präsident
Mwai Kibaki wurde am 30. Dezember 2002 als dritter Präsident Kenias vereidigt. Sein erstes Kabinett war sorgfältig entsprechend den rund 40 Ethnien und der politischen NARC-Parteien des Landes ausbalanciert. Sein Führungsstil unterschied sich sehr vom paternalistischen Gehabe Kenyattas oder autoritären Stil Mois. Er verfolgte eine Politik der langen Leine, was ihm manchmal den Vorwurf eintrug, nicht straff zu führen oder alles laufen zu lassen.
Auch im Kampf gegen die Korruption blieb er stark im Hintergrund. Erst mit den Anti-Korruptions-Aktivitäten des von ihm 2003 ernannten, aber offensichtlich nur halbherzig unterstützten Staatssekretärs John Githongo kamen Namen aus der Regierungsmannschaft ans Licht und vor Gericht.
Schnell umgesetzt hatte Kibaki dagegen sein Wahlversprechen, die Grundschulbildung für alle Kinder kostenlos anzubieten. Das brachte 1,7 Millionen mehr Kinder in die Schulen. Allerdings war der Preis dafür sehr hoch. Die Klassengröße kann/konnte auf bis zu 100 Kinder ansteigen. Im November 2004 bezeichnete US-Ex-Präsident Bill Clinton Kibaki (wegen dieser wegweisenden Entscheidung) als den Mann, den er am meisten zu sprechen wünschte.
Die Volksabstimmung am 21. November 2005 über die neue Verfassung verlor Kibaki haushoch. Mehrere Minister seiner Regierung beteiligten sich am Parteienbündnis gegen den von ihm favorisierten Verfassungsentwurf („Wako-draft“). Der Streit fokussierte sich stark auf die konstitutionell geplante starke Stellung des Präsidenten.
Am 23. November 2005 löste Kibaki daraufhin, aber auch wegen der von Korruptionsvorwürfen erschütterten Minister, das Kabinett auf – außer dem Generalstaatsanwalt Amos Wako, der verfassungsrechtlich geschützt ist – und beurlaubte das Parlament. Die Auflösung eines ganzen Kabinetts war ein außergewöhnlicher Schritt und auch in Kenia, das an ständige Verschiebungen und Entlassungen in einem Kabinett gewöhnt ist, sorgte dieser Schritt für Überraschung.
Zwei Wochen später war das neue Kabinett ernannt. Die Besetzung entsprach teilweise der des alten Kabinetts und wurde teilweise erneuert.
Im März 2006 trat das Parlament wieder zusammen. Es beschäftigte sich sofort mit einem Anti-Korruptionsbericht, den eine eigene, unter Uhuru Kenyatta tagende, Parlamentskommission vorgelegt hatte.
Am 30. Dezember 2007 wurde Kibaki von der kenianischen Wahlkommission zum Sieger der Präsidentschaftswahl 2007 erklärt und umgehend vereidigt. Die Entscheidung war sehr umstritten, da Kibaki nur einen angeblichen Vorsprung von rund 230.000 Stimmen hatte. Nachdem die Opposition ihm Wahlmanipulation vorgeworfen hatte, kam es zu Demonstrationen gegen Kibaki, die von der Polizei gewaltsam unterdrückt wurden. Dadurch erhielt Kibaki in Diplomatenkreisen den Spitznamen „Mubaki“, eine Anspielung auf den damaligen Staatschef von Simbabwe, Robert Mugabe.
Nachdem in den ersten Hochrechnungen nach der Wahl sein Konkurrent Raila Odinga einen sicheren Vorsprung errungen hatte, blieben plötzlich weitere Ergebnisse aus, danach jedoch wurden nach zwei Tagen enorme Stimmenzahlen für Kibaki registriert, dieser hastig zum Wahlsieger erklärt und weniger als eine Stunde darauf als Präsident vereidigt. Alexander Graf Lambsdorff erklärte in einem Statement als Leiter von 150 EU-Wahlbeobachtern: „Der Auszählprozess ist nicht glaubwürdig, wir haben Beweise für Unregelmäßigkeiten in verschiedenen Wahlkreisen.“ Trotz dieses offensichtlichen Wahlbetrugs hielt Kibaki an seinem Wahlsieg fest und schickte am 2. Januar 2008 paramilitärische Polizeitruppen aus, nachdem überall im Land heftige Proteste gegen ihn laut geworden waren; bei den dabei entstandenen bürgerkriegsähnlichen Unruhen wurden mehrere hundert Menschen getötet.
Auf Vermittlung des ehemaligen UN-Generalsekretärs Kofi Annan begannen Odinga und Kibaki mit Verhandlungen über eine Lösung der politischen Krise in Kenia. Ende Februar 2008 einigte man sich auf die Bildung einer gemeinsamen Regierung, am 13. April 2008 wurde schließlich Raila Odinga zum Ministerpräsidenten Kenias ernannt.
Als Folge dieser Gegebenheiten kam es zu einem Ausfall des Devisenbringers Tourismus um bis zu 70 %; über Monate waren kaum Touristen in Kenias Hotels.
Anfang August 2009 wandelte Kibaki die Strafen aller 4000 zum Tode Verurteilten im Land in lebenslange Haft um. Nach Angaben des Präsidialamtes wurde die Entscheidung Kibakis maßgeblich dadurch motiviert, dass die Todeskandidaten wegen der Gesetzeslage nicht zur Arbeit herangezogen werden dürfen. Die Todesstrafe blieb offiziell weiterhin bestehen.
2013 folgte Uhuru Kenyatta Kibaki im Amt des Staatspräsidenten Kenias.